# Канавезе
Канавèзе (на италиански: Canavese; на пиемонтски: Canavèis; на латински: Canapisium/Canavisium) е исторически и географски район на регион Пиемонт, Северна Италия, който обхваща териториите между Мореновия релеф „Ла Сера ди Ивреа“, река По, потока Стура ди Ланцо и Грайските Алпи, т.е. териториите между град Торино и регион Вале д'Аоста, а на изток – провинциите Биела и Верчели.
Най-важните му центрове са градовете Ивреа (негова историческа столица), Кивасо, Чирие, Куорне, Ривароло Канавезе и Кастеламонте, и градчетата Калузо и Страмбино.
Жителите на района се наричат „Канавезани“. Официалният език е италианският, но се говорят също пиемонтски и франко-провансалски.
На територията има четири обекта, включени в Списъка на световното културно и природно наследство на ЮНЕСКО. Тя е прочута и с висококачествените си вина, вкл. и вино със същото име.

## Топоним
Според легендата името Канавезе е свързано с древното отглеждане на коноп в района.
Според популярна историческа теза топонимът произлиза от canaba – място на събиране на селскостопанска реколта; думата съществува както в келтския език на племето на саласите, така и в латинския език на римляните, колонизирали впоследствие района.
Според друга теза името идва от древното селище curtis или cohors Canava, което вероятно се е намирало в района на днешния град Куорне на брега на потока Орко, в района около градчето Кастеламонте или по склоновете на връх Куинцейна в Грайските Алпи.

## Физическа география
Географският район на име Канавезе няма еднозначно определение. В „Пътеводител на Канавезе“ на А. Мазели (Ивреа, 1904), авторът пише:
| „ | В момента Канавезе няма, нито някога е имал свой район. Нито историята, нито географията му дават точни граници | “ |

По-ново определение е дадено през 1930 г. в Енциклопедия Трекани, макар че то не включва обитаемата зона на село Вилареджа, разположена отвъд река Дора Балтеа:
| „ | Това наименование [Канавезе] обикновено обозначава част от Пиемонт между Мореновия релеф „Ла Сера ди Ивреа“ и долното течение на [река] Дора Балтеа от [градчето] Мацè до сливането ѝ с река По, течението ѝ до близостта на сливането ѝ със Стура ди Ланцо, левия бряг на Стура с изключение на малка част от равнината на север от Торино (Сетимо Торинезе), последвано от най-високите върхове на Грайските Алпи от [планинската група на] Левани-те до масива Гран Парадизо (Вал ди Малоне, Вал ди Локана, Вал ди Соана и Вал Киузела). Приблизително отговаря на римския муниципиум на Епоредия, обитаван от саласите. | “ |

Територията е доминирана от Мореновия амфитеатър на Ивреа – уникален геоложки паметник заради непокътната заоблена морена, която го ограничава и от Масива Гран Парадизо, които обграждат обширната равнинна площ около град Кивасо.
Канавезе е район, богат на вода. На територията му се намират множество ледникови езера като 3-тото по големина езеро в Пиемонт – Вивероне, Петте езера на Ивреа: Сирио, Пистоно, Черното езеро, Кампаня и Сан Микеле, езерото Кандия в рамките на едноименния природен парк, езерото Черезоле в Националния парк „Гран Парадизо“, езерото Аличе. През него преминава най-голямата река в Италия – По, както и река Дора Балтеа, потоците Киузела, Соана, Орко и Малоне и др., които захранват различни изкуствени канали като Канал Кавур от 19 век при град Кивасо и Беалера Брисака от 16 век при градчето Калузо. Наличието на водни потоци позволява и развитието на спортове като кану и каяк (река Дора Балтеа, езеро Кандия, Кану-стадиона на Ивреа – където се провеждат национални и международни състезания), рафтинг (потоците Орко, Соана и Киузела), уиндсърфинг и ветроходни спортове (езеро Вивероне).
Историческата столица на Канавезе е Ивреа – град от келтски произход, превърнал се в римски муниципиум през 1 век пр.н.е. с името Eporedia.
Канавезе се дели на:
- Горно Канавезе – околностите на градовете Куорнье, Ривароло Канавезе, Кастеламонте и долините на потоците Орко, Соана и Малоне;
- Епоредиезе – околностите на град Ивреа, оградени от Мореновия му амфитеатър;
- Долно Канавезе – околностите на градчетата Сан Джусто Канавезе, Калузо, град Волпиано до град Кивасо.

В Канавезе има 5 различни морфологични зони:
- Северна част: заета от Алпите, към които се „отварят“ долината на Орко, долината Соана и Валкиузела; частично защитена от Националния парк „Гран Парадизо“, известен с много богатата си фауна на копитни животни (диви кози и ибекси);
- Висока равнина: все още частично покрита с гори;
- Ниска равнина; отделена от предходната със слабо изразен насип; напоява се и се култивира;
- Вауда, обширна безплодна и запустяла издигната площадка между потоците Стура и Малоне, състояща се от алувиалния конус на потока Стура ди Ланцо;
- Моренов амфитеатър на Ивреа: ограничен на североизток от гигантската морена на Ла Сера; богат на ледникови езера: Вивероне, Кандия, Аличе и Петте езера на Ивреа.Национален парк „Гран Парадизо“

### Паркове и природни резервати
- Национален парк „Гран Парадизо“ – между регионите Вале д'Аоста и Пиемонт, най-старият в Италия, създаден на 3 декември 1922 г.
- Парк на Торинската част от река По – от община Казалграсо до община Крешентино
- Природен парк на езерото Кандия – в Метрополен град Торино, при село Кандия Канавезе
- Специален природен резерват на Свещената планина на Белмонте – на територията на община Валперга
- Природен резерват на Монти Пелати и Торе Чивес – на териториите на общините Балдисеро Канавезе, Кастеламонте и Видрако
- Природен резерват на Вауда – между Баланджеро, Рока Канавезе и Волпиано.

## История

### Праистория
В района на Канавезе са отрити множество археологически находки от периода на Неолита. Околната среда, която виждат първите земеделски колонизатори на Мореновия амфитеатър на Ивреа, се различава доста от сегашната. След края на последното заледяване, в периода на Вюрм преди ок. повече от 12 хил. години, единствената жизнена среда на алпийската дъга са релефите. В тях екосистема, сравнима с тази на сегашната субарктическа тундра, представлява идеално местообитание за множество стада копитни животни като диви кози и ибекси. След края на заледяването идва сравнително кратък период на рязко повишаване на температурата с последващо бързо развитие на гората в низинните райони. Този период е последван от влошаване, продължило около хилядолетие, което отново води до намаляване на растителността, достигайки най-накрая до бореалната климатична фаза, когато окончателно изчезват ледниците от равнините.
Диаграмите на цветен прашец показват, започвайки от 6000 г. пр.н.е., усилен растеж на дървесните видове до много голяма надморска височина, благоприятстван от значително по-топъл и влажен климат от сегашния (атлантическа климатична фаза). Липсват някои дървета като кестен, който вероятно се появява през Неолита, и робиния от американски произход; други, като брезата, са по-рядко срещани. Равнината и склоновете на планините са покрити от големи гори, в които преобладават (понякога гигантски) дъбове, ясени, брястове, габъри, липи и тополи, а буковите гори се простират на над 500 м надм. височина, както и боровете, смърчът и бялата ела. Забележителният контингент от папратови спори заедно с други образувания, белег за влажна среда и застояла вода, допълват картината на гора, пресечена от реки и потоци с несигурен ход, и осеяна с безброй водоеми.
Човешкото поселение се консолидира през Бронзовата епоха. Сред находките от този период особено добре запазени са тези, открити в близост до езерни басейни, които все още съществуват или които с течение на времето са се превърнали в торфени блата. Съществено значение имат изследванията на наколните жилища при езерата Вивероне и Бертиняно, където са открити и пироги.
Местата, на които са намерени артефакти от Неолита, са структурните височини на замъка на Сан Мартино Канавезе, Санта Мария ди Доблацио и Паниер в Понт Канавезе, пещерата Бойра Фуска на територията на град Куорнье, Монте Кордоло в село Фиорано Канавезе и хълмът на Филия при градчето Кастеламонте. Останалите два обекта са околоезерни – при градчето Монталто Дора и при село Вивероне.
Местата на голяма надморска височина, на които понастоящем виреят робинии и кестенови дървета (появявили се в Италия през Желязната епоха), в онази епоха са населени от брези, дъбове и букове. Практиката на рязане и изгаряне за създаване на сечища, бонификация и торене на меките почви на терасите вероятно кара общностите да започнат да опитомяват дивите зърнени култури, което става с помощта на дървени, закалени на огъня инструменти. Растителността и разположението на височина благоприятстват опитомяването на овце и кози, без да се пренебреват развъждането и ловът на диви кози на малко по-голяма надм. височина.

### Римски период
В предримско време Канавезе е обитаван от племето на саласите – народ с келтски произход, който от 5 век пр.н.е. започва да обработва златните, сребърните и железните находища във Валкиузела и във Вал Орко. Смели войни, те повече от 100 г. се противопоставят на Римската империя. Първият им сблъсък с Рим датира от 143 г. пр.н.е. при Вероленго, когато излизат насреща на войските на консула Апий Клавдий Пулхер, който губи половината си воини. Той обаче успява да ги разгроми през 141 г.пр.н.е. в битката между Мацè и Виске.
Последвалото икономическо проникване на Римската империя продължава, което позволява през 100 г. пр.н.е. Сенатът да основе римската колония Епоредия (днешен град Ивреа) върху съществуващо укрепено селище на саласите. Съпротивата на населението в равнините и в близката Вале д'Аоста е сломена през 25 г. пр.н.е. от император Октавиан Август, който, както разказва историкът Страбон, постига капитулацията на саласите и основава муниципиума на Августа Претория (днешен град Аоста).
Под господството на Римската империя в Канавезе се развиват търговията, пътните мрежи, земеделието и занаятчийството. Епоредия (Ивреа) става важен център на търговски обмен между Паданската низина и Галиите, който минава през нея, през Аоста и през проходите на Малкия и на Големия Сан Бернар. Ценни доказателства, свързани с тази епоха, са открити под църквата на градчето Сан Бениньо Канавезе, където има римска мозайка, принадлежала на древна къща от имперския период.

### Средновековие
След падането на Западната Римска империя през 476 г. Канавезе преминава през бурен период. В средата на 6 век над него за кратко господстват византийците, след което той е под контрола на лангобардите, които през 568 г. го анексират към Херцогство Ивреа, а с края на Лангобардското кралство е част от франкско графство (към края на 8 век).
Канавезе придобива голямо значение при Ардуин (* ок. 955, † 14 октомври 1015), крал на Италия между 1002 и 1014 г., който се надява да обедини целия полуостров и да сложи край на междуособните войни. Епископът на Ивреа Вармонд Арборийски обаче влиза в конфликт с него и го отлъчва от църквата, а императорът на Свещената Римска империя Хайнрих II го обсажда в Крепостта на Спароне; впоследствие Ардуин се оттегля и умира в Абатство Фрутуария в Сан Бениньо Канавезе.
От Ардуин и от брат му Виберт († сл. 1014) - граф на Помбия и пръв господар на Канава ок. 1000 г. водят началото си графовете Биандрате (пръв граф Биандрате е синът на Гуиберт – Гуидо († пр. 1083)) и Кастеламонте (произхождащи от сина на Ардуин – Ардуин II или Ардицин († ок. 1050)), от които води началото си и династията на Графовете на Канавезе. През 1070 г. някои благородници – феодали на Свещената Римска империя купуват земи в Мазино (подселище на днешното село Каравино) и след като разширяват господството си над териториите на древното селище Канава, започват да се кичат с титлата „Графове на Канавезе“. През 1100 г. император Хайнрих II признава на Гуидо и Отон – Comites de Canavisio („графове на Канавезе“) притежанията им в Канавезе (феодите Валперга и околности, Мазино и Мацè, Кандия и Кастильоне, с техните господарства и с цялото кастеланство Бароне, с половината от замъците на Ривароло, Фаврия, на замъка на Ривароса, на Олянико и на замъка на Понт с неговите долини, златни, сребърни и други метални мини…). През 1157 г. от тях се отделя клонът Сан Мартино, основоположник на рода Кастеламонте. През 1193 г. графовете на Канавезе се делят на два клона: Валперга и Мазино, и изоставят титлата de Canavise.
През 12 век земите на Канавезе обхващат само Канава, Риварота, Саласа и Куорне. През 1168 г. господарите им дават началото на обединение, консолидирано през 1213 г. с подписването на конвенция с Комуна Ивреа, на която засвидетелстват подчинение. През 1229 г. територията на Ивреа се включва в Канавезе, обхващащо вече Монталто, Монтеструто (подселище на днешното село Сетимо Витоне) и Сетимо Витоне.
През 1248 г. император Фридрих II Шведски предоставя на савойския граф Томас II Савойски суверенитета на Канавезе, впоследствие прехвърлен на Комуна Ивреа от император Конрад IV. Това кара маркграфа на Монферат Вилхелм VII, начело на гибелините в района, да нападне Канавезе. Местните господари се обединяват в конфедерация, която обаче се разцепва през 1252 г.: родовете Сан Мартино и Кастеламонте се присъединяват към гвелфите, подкрепени от Савоя, а родовете Валперга, Мазино и Сан Джорджо застават на страната на гибелините, като от втората половина на 13 век до началото на 14 век подкрепят борбата на Маркграфство Монферат срещу Ивреа и впоследствие срещу Асти и съюзниците му.
В Късното средновековие територията е разпокъсана между господството на иврейските епископи, маркграфовете на Монферат, князовете на Ахая и Савойската династия. Савоя придобиват контрол от 14 век нататък и от 1313 г. нататък в Канавезе се установява период на относителен мир.
От 1386 г. районът е място на бунтовете на Тукините (на италиански движението се нарича „Тукинаджо“) – жители на малките селски общини, които се опълчват на властта на феодалите. Те са подкрепяни от маркграфа на Монферат Теодор II и от някои местни благородници, целящи ограничаването на савойското влияние. През 1387 г. „Червеният граф“ Амадей VII Савойски потушава бунтовете, но местната „партизанска“ война продължава чак до 1391 г., когато савойските войски слагат окончателния ѝ край.
Взаимоотношенията между граф Амадей VII Савойски, местните благородници и представителите на всички местни общности се уреждат с Иврейската конвенция, с която властта на Савоя взима контрол и предотвратява всякакви инициатива на местната аристокрация. Въпреки това за Тукините продължава да се говори още дълго време и през 1441 г. започва втора вълна на бунтове, продължила повече от век.

### Ренесанс
През 1435 г. маркграфът на Монферат Джакомо признава притежанието на Канавезе от страна на Савоя.
В периода, който бележи прехода между Средновековието и Ренесанса, Канавезе, благодарение и на относителната политическа стабилност, осигурена от Савойската държава, преживява умерен икономически растеж. Сред различните постройки и инфраструктури от онова време трябва да се отбележат множеството замъци и манастири, чието изграждане започва от 15 век нататък, както и навигационният Канал на Ивреа, свързващ градовете Ивреа и Верчели. Неговото строителство по проект на Леонардо да Винчи започва през 1448 г. при херцог Амадей VIII Савойски и завършва при Йоланда Френска, съпруга на неговия наследник херцог Амадей IX Савойски.
През 16 век Канавезе първо принадлежи на Франция, а след това на Испания. След това е савойска територия до края на 18 век.

### Модерен и съвременен период
Към края на 18 век французите нахлуват в Канавезе и налагат новите якобински закони и обичаи на Революцията. Канавезе е окупиран от Наполеон от 1800 до 1814 г. С Реставрацията районът се връща обратно на Савоя (16 април 1814).
През 19 век развиват нови индустрии (с откриването на манифактурите на Куорние и Понт Канавезе), процъфтяват занаятите и селското стопанство.
След Втората световна война в Канавезе са налице широко разрастване на сградите, особено в равнинните райони, и изграждане на различни инфраструктури като магистралата A5 Торино-Аоста и A4/A5 - разклонение Ивреа-Сантия или т. нар. „окачване“. През 1858 г. в град Ивреа е открита ЖП линията до Торино и този технологически прогрес има своя връх с откриването през 1898 г. в града на първата фабрика за пишещи машини в Италия: „Ing. C. Olivetti & C.“ на Камило Оливети. Тази модерна компания скоро става основно действащо лице на италианската индустрия и икономика.
Някои от тези инфраструктури, както и селските райони и обитаемите центрове на района, са силно засегнати от наводнението през октомври 2000 г., причинено от излизането от коритото на водите на река Дора Балтеа и на различни други водни пътища в Пиемонт и Вале д'Аоста.

## Икономика
Земеделието е основният поминък на района в продължение на векове. Занаятчийските работилници за обработка на коноп, коприна, извличането на минерали също играят голяма роля в миналото, която обаче запада с развитието на индустрията.
Висококачествени лозя като тези на село Карема позволяват производството на ценни вина като Карема DOC – рубиненочервено, подходящо за дивечово или други червени меса, Ербалуче ди Калузо – бяло, подходящо за ордьоври, ризото или риба, и Канавезе DOC – червено или розè.
В средата на 90-те год. на 20 век допълнение към туризма са силно развити механичната, текстилната и химическата промишленост.
В края на 2018 г. в Канавезе са регистрирани 33 536 фирми и предприятия, с 400 по-малко спрямо 2017 г. В сравнение с Метрополен град Торино районът на Канавезе се характеризира със значимото присъствие на три традиционни сектора на дейност: селско стопанство (13% в сравнение с 5,5% в метрополния град), преработваща промишленост (11,8% в срв. с 9,5%) и строителство (18,4%, спрямо 15%). Независимо от това става въпрос за сектори, които заедно с търговията изпитват затруднения, което е видно в значителното намаляване на броя на регистрираните компании през 2018 г. и във факта, че през последното десетилетие е налице изместване на бизнес дейностите от по-традиционните сектори към сферата на услугите.
През 2020 г. пандемията от Коронавирус поставя в безпрецедентна криза икономиката на района и според Confindustria, Ascom и Confesercenti към март са загубени 10 млн. евро.

## Събития
Канавезе е богат на събития от всякакъв характер: гастрономически, карнавален, исторически, културен и др. Това са някои от основните от тях:
- Исторически карнавал на Ивреа с известните портокалови битки, в град Ивреа, в периода февруари – март;
- Голям карнавал на Кивасо – в град Кивасо в периода февруари – март;
- Древен карнавал на Кастеламонте – в град Кастеламонте в периода февруари – март;
- Битка със сирената томини – в село Киаверано и в подселището му Биенка в периода февруари – март;
- Панаир на Канавезе, в град Ривароло Канавезе през пролетта;
- Майски турнир в двора на крал Ардуин – в град Куорне, средновековен празник с конен турнир и състезание с бъчви през май;
- Майски иди – средновековен празник в село Олянико през май;
- Средновековни празници – средновековен празник в градчето Павоне Канавезе през юни;
- Историческа разпрезентация на крал Ардуин – средновековен празник при крепостта на Спароне през юли;
- Замъкът на Беренгар – средновековен празник в градчето Баланджеро през юли;
- Нощ на саласите – гастрономически панаир в село Саласа през юли;
- Аполид фестивал – музикален и художествен фестивал в село Виалфрè през юли;
- Изложба на керамиката на Кастеламонте – в град Кастеламонте през септември;
- Празник на гроздето – в градчето Калузо през септември;
- Страсапапè празнуват – в градчето Ривара през септември;
- Панаир на червената царевица в градчето Банкете и в село Левоне през октомври;
- Панаир на къдравото зеле – в градчето Монталто Дора, през ноември.

## Места от исторически и художествен интерес

### Места от Списъка на световното културно и природно наследство на ЮНЕСКО
Към 2019 г. в регион Пиемонт има пет места, включени в Списъка на световното културно и природно наследство на ЮНЕСКО, четири от които са в Канавезе:
- Херцогски замък на Алие – част от Савойските кралски резиденции на Пиемонт (от 1997 г.)
- Свещена планина на Белмонте – част от Свещените планини на Пиемонт и на Ломбардия (от 2003 г.)
- Праисторическо наколно селище при Адзельо-Вивероне – част от Алпийските праисторически наколни жилища (от 2011 г.)
- Ивреа – индустриален град на XX век (от 2018 г.).[18]

### Музеи
- Музей „Пиер Алесандро Гарда“ – в град Ивреа
- Музей на модерната архитектура на Ивреа
- Ателие-музей „Текнолоджик@менте“ – в град Ивреа
- Вила „Ил Мелето“ – музей на поета Гуидо Гоцано в градчето Алие
- Изложбена археологично пространство на езерото Пистоно – в градчето Монталто Дора
- Музей на открито на коледните ясли от керамика – в село Кастелнуово Нигра
- Музей на съвременното изкуство в Замъка на Ривара – в градчето Ривара

#### Мрежа на екомузеите
Мрежата от екомузеите се основава на признаването на идентичността на местните общности с техните територии, традиции, архитектура, празници, музика, трудни исторически моменти и др.
- Алпете: Екомузей на медта
- Андрате: Музей на селската цивилизация
- Бросо: Музей на минералите
- Каравино: Музей на каруците
- Кастеламонте: Екомузей на керамиката на Кастеламонте
- Черезоле Реале: Посетителски център на Национален парк „Гран Парадизо“ „Хомо ет ибекс“
- Киаверано: Музей „Дюкана на Фрер“
- Чирие: Екомузей ИПКА
- Куорне: Екомузей „Бивша Манифактура“, Археологически музей на Канавезе, Пинакотека „Карлин Берголио“
- Ивреа: Музей на модерната архитектура на открито
- Локана: Музей „Антични и нови занаяти на долината Орко“
- Мальоне: Музей на съвременното изкуство на открито
- Ноаска: Посетителски център на Национален парк „Гран Парадизо“
- Номальо: Екомузей на кестените
- Пероза Канавезе: Дидактически музей „Спомени от времето“
- Пивероне: Музей „Ла Стейва“, Натуралистичен музей на Мореновия амфитеатър на Ивреа
- Понт Канавезе: Музей на старите занаяти, Музей на пластмасата Канон, Музей на територията на долините на Орко и Соана
- Рибордоне: Посетителски център на Национален парк „Гран Парадизо“, на културата и на религиозните традиции
- Ронко Канавезе: Екомузей „Медната ковачница“
- Сан Джорджо Канавезе: Градски музей „Носи Раис“
- Траверсела: Екомузей „Желязото и диоритът“
- Виалфре: Градски музей „Мореника“

### Замъци
В Канавезе се намират множество замъци, частни или държавни. Това са най-важните от тях с информация към 2019 г.
- Херцогски замък на Алие – в градчето Алие, обект на ЮНЕСКО, музей, посещаем
- Замък на Павоне – в градчето Павоне Канавезе, ресторант, хотел 4 звезди и конгресен център
- Замък Малгрà на Ривароло – в град Ривароло Канавезе, посещаем
- Замък на Сан Джорджо – в градчето Сан Джорджо Канавезе, посещаем
- Замък Пинкия на Банкете – в градчето Банкете, посещаем в определени периоди
- Замък на Мазино – в Мазино, подселище на село Каравино, посещаем
- Замък на Фолицо – в село Фолицо, посещаем при определени периоди, седалище на общината
- Замък на Монкривело – в село Монкривело, посещаем при определени събития, bed and breakfast, място за събития
- Замък на Ивреа – в град Ивреа, частично посещаем в определени дни
- Замък на Мацè – в градчето Мацè, частен, непосещаем
- Замък на Боргомазино – в село Боргомазино, bed and breakfast
- Замък на Кандия – в село Кандия Канавезе, bed and breakfast и ресторант
- Замък на Кастеламонте – в град Кастеламонте, посещаем при определени поводи, място за събития
- Замък на Торе Канавезе – в село Торе Канавезе, частен, посещаем при определени поводи
- Замък на Монталто Дора – в градчето Монталто Дора, посещаем при определени поводи
- Замък „Сан Джузепе“ на Киаверано – в село Киаверано, хотел 4 звезди и ресторант
- Замък на Парела – в село Парела, посещаем при определени поводи, хотел и ресторант
- Замък на Ривара – в градчето Ривара, музей на съвременното изкуство, посещаем
- Замък на Страмбино – в градчето Страмбино, посещаем при определени събития
- Замък на Валперга – в градчето Валперга, старчески дом
- Епископски замък на Албиано – в село Албиано д'Ивреа, непосещаем
- Замък на Одзеня – в село Одзеня, непосещаем
- Замък на Фаврия – в градчето Фаврия, частен, непосещаем
- Червен замък – в село Лоранце
- Замък на Кандия – в село Кандия Канавезе
- Замък на Мерченаско – в село Мерченаско, bed and breakfast, ресторант, място за събития
- Замък на Монтеструто – в Монтеструто, подселище на село Сетимо Витоне, bed and breakfast
- Замък на Честнола – в село Сетимо Витоне, руини

### Църковни постройки
- Свещена планина на Белмонте, обект на ЮНЕСКО – община Валперга
- Енорийска църква „Св. Лаврентий“ – в село Сетимо Витоне
- Църква „Св. Бернардин“ – град Ивреа
- Църква „Св. Гауденций“ – град Ивреа
- Катедрала „Успение Богородично“ – град Ивреа
- Светилище „Монте Стела“ – град Ивреа
- Църква „Св. Никола Толентински“ – град Ивреа
- Колегиална църква „Възнесение Богородично“, нар. обикновено „Катедрала на Кивасо“ – град Кивасо
- Капела „Св. кръст“ – село Рока Канавезе
- Църква „Св. Петър Стари“ – градче Фаврия
- Църква „Св. Кръст“ – село Спароне
- Църква „Св. Стефан на Монт“ – село Кандия Канавезе
- Църква „Св. Св. Фабиан и Себастиан“ – градче Сан Джусто Канавезе
- Църква „Св. Яков от Руспаля“ – градче Сан Джусто Канавезе
- Църква „Св. св. Михаил и Солутор“ – градче Страмбино
- Абатство Фрутуария – градче Сан Бениньо Канавезе
- Църква „Св. Генезий“ – градче Корио
- Капела „Св. Дух и Евазий“ – село Олянико
- Светилище на Прасконду – село Рибордоне
- Светилище „Св. Бес“ – село Ронко Канавезе
- Църква „Св. Юлиан от Бриуд“ – село Барбания
- Светилище „Св. мъченик Вит“ – градче Ноле
- Църква „Св. Мартин“ – градче Чириè
- Катедрала „Св. Йоан“ – градче Чириè
- Енорйска църква на Лирамо – градче Ноле
- Църква „Св. Мария от Спинерано“ – градче Сан Карло Канавезе
- Църва „Св. Фирмин“ – село Пертузио
- Храм на човечеството – село Видрако

## Общини
Общините на Канавезе се намират в три различни провинции на Пиемонт: Метрополен град Торино, провинция Верчели и провинция Биела.

### Метрополен град Торино
Общините се намират в 5 от 11-те хомогенни зони, на които е разделен Метрополен град Торино:
Зона 4 Метрополен град Торино Север
3 от общо 8 общини: Волпиано, Лейни и Сан Бениньо Канавезе.
Зона 7 Район Чириè – Чириячезе и Вали ди Ланцо
15 от общо 40 общини: Барбания, Вауда Канавезе, Виланова Канавезе, Гросо, Корио, Ломбардоре, Матѝ, Ноле, Ривароса, Рока Канавезе, Сан Карло Канавезе, Сан Маурицио Канавезе, Сан Франческо ал Кампо, Фронт и Чириè.
Зона 8 Западно Канавезе
всички 46 общини: Алие, Алпете, Байро, Балдисеро Канавезе, Борджало, Босконеро, Бузано, Валперга, Валпрато Соана, Виалфрè, Ингрия, Канискио, Кастеламонте, Кастелнуово Нигра, Киезануова, Колерето Кастелнуово, Куорне, Кучельо, Левоне, Локана, Лузилиè, Ноаска, Одзеня, Олянико, Пертузио, Понт Канавезе, Праскорсано, Пратильоне, Рибордоне, Ривара, Ривароло Канавезе, Ронко Канавезе, Саласа, Сан Джорджо Канавезе, Сан Джусто Канавезе, Сан Коломбано Белмонте, Сан Понсо, Спароне, Торе Канавезе, Фаврия, Фелето, Форно Канавезе, Фрасинето, Черезоле Реале, Чиконио и Чинтано.
Зона 9 Район Ивреа – Епоредиезе
всички 54 общини: Албиано д'Ивреа, Адзельо, Андрате, Банкете, Бароне Канавезе, Боленго, Боргофранко д'Ивреа, Боргомазино, Бросо, Буроло, Вал ди Ши, Валкиуза, Вестиниè, Видрако, Виске, Вистрорио, Ивреа, Исильо, Кандия Канавезе, Каравино, Карема, Кашинете д'Ивреа, Киаверано, Колерето Джакоза, Косано Канавезе, Куалюцо, Куасоло, Куинчинето, Лесоло, Лоранцè, Мальоне, Мерченаско, Монталенге, Монталто Дора, Номальо, Орио Канавезе, Павоне Канавезе, Палацо Канавезе, Парела, Пероза Канавезе, Пивероне, Романо Канавезе, Руельо, Салерано Канавезе, Самоне, Сан Мартино Канавезе, Скарманьо, Сетимо Ротаро, Сетимо Витоне, Страмбинело, Страмбино, Таваняско, Траверсела и Фиорано Канавезе.
Зона 10 Район Кивасо – Кивасезе
9 от общо 24 общини: Брандицо, Вилареджа, Калузо, Кивасо, Мацè, Монтанаро, Рондисоне, Тораца Пиемонте и Фолицо.

### Провинция Верчели
1 община: Монкривело.

### Провинция Биела
2 общини: Вивероне и Рополо.

### Общини с над 10 хиляди души население
| Име                   | Население към 1 януари 2023 г. |
| --------------------- | ------------------------------ |
| Кивасо                | 26 244                         |
| Ивреа                 | 22 427                         |
| Чириè                 | 18 146                         |
| Лейни                 | 16 294                         |
| Волпиано              | 15 240                         |
| Сан Маурицио Канавезе | 10 276                         |

## Гастрономия

### Предястия и основни ястия
- Мазна боб чорба – типично карнавално ястие с боб, свинска сланина с кожата, наденици, свински крачета, свински кости, свинска мас и лук. Ястието се готви в специални теракотени съдове на дървено огнище в продължение на часове;
- „Чорба“ от къдраво зеле – подходяща за студените зимни месеци; като основа се използват хляб и кашкавал, а къдравото зеле е типичен продукт за градчето Монталто Дора;

- Чорба от жълта тлъстига – в съставките, освен жълтата тлъстига, влизат обикновеното кървавиче, сланина от Арна, чесън, лук-шалот, дива мащерка, високопланинско масло, яйца, кокоши бульон, зехтин, кашкавал „toma“; поднася се с препечен хляб;
- Баня кауда – сос на основата на чесън и обезсолена и обезкостена аншоа, варени на слаб огън в зехтин; яде се чрез потапяне на различни видове сезонни зеленчуци, обикновено разделени между сурови и варени: трънчета, печен лук, сурови или печени чушки, сурови зелеви листа, карфиол, йерусалимски артишок, цвекло, задушени картофи, репички, ряпа и др.;
- Капонет – сарми от къдраво зеле със свинска кайма и ориз;
- Пълнен лук по канавезански – с пълнеж от кайма със стафиди, пармезан, подправки, хляб и др.;
- Традиционни салами:
  - Картофен салам – пресен салам от свински бекон и планински или хълмисти картофи;
  - Мочета – с древен произход, признат за италиански традиционен агро-хранителен продукт (P.A.T.), прави се от постно месо (от говеда или овце, кози, свинско месо или дивеч (дива коза и ибекс)) главно мускули или бедра;
- Традиционни сирена:
  - Томино от Киаверано – меко бяло козе или краве сирене (с него се бият по време на карнавала в село Киаверано[21])
  - Тума на Траузела – меко бяло сирене, тип „извара“ от сурово пълномаслено говеждо мляко;

### Сладкарски изделия
- Мартен сек – дребни но много сладки круши с ръждива обелка, приготвени във вино и захар;

- Торта „Новеченто“ – създадена в град Ивреа края на 19 век от известния местен сладкар Отавио Бертиноти, основател на сладкарница „Бала“, съществуваща и през 2020 г., рецептата ѝ е тайна; оформена е от 2 какаови блата, подобни на пандишпан, но много по-леки, с лек пълнеж от шоколад, масло и крем, и е поръсена с пудра захар;[22]
- Сладки Торчети – родени в градчето Алие през 1900 г. в умелите ръце на сладкаря Пана, особено ценени от Савоя; ронливи бисквити с прости съставки: брашно, масло и захар, вид малки гризини, оваляни в захар, сгънати и съединени в двата края в типичната им форма на сълза;[23]Сладки от пшеничено брашно
- Сладки от пшеничено брашно – кръгли ронливи бисквити, характерни за Пиемонт (по-специално за долините на Ланцо, областта на Кунео, района на Биела и долна Вал ди Суза); направени са от пшенично брашно, древно пиемонтско царевично брашно, масло, захар, мед, яйца и лимонова кора;

- Сладки Канестрели (Canestrelli) – плоски, крехки бисквити с неправилна форма поради приготвянето им във формата на вафла с тъмнокафява шоколадова основа, традиционен продукт за няколко населени места в Канавезе: Кревакуоре, Боргофранко д'Ивреа, Ивреа, Мацè, за други общини като Вайе и други общини в долината на Суза; основните им съставки са брашно, масло, яйца и захар; през 21 век те се правят не само с аромат на какао и ванилия, но и с лешник, лимон, портокал, кафе, мента, кокос и шамфъстък;[24]
- Бисквити на херцогинята (Biscotti della duchessa) – ронливи какаови сладки, типични за градчето Сан Джорджо Канавезе; съставките са захар, яйчен белтък, горчива какаова паста, захарен сироп, пшенично брашно и ванилия;[25]
- Сладък хляб на Малгрà (Pan douss 'd Malgrà) – десерт от прости съставки, чието тесто се приготвя от брашно 00, захар, пресни яйчни жълтъци, вода, масло, натурална мая, мляко и сол; има още два варианта: богат, с кестени и екстракт от ванилия, и селски с пълнозърнесто брашно;[26]

- Миниореховки от Кивасо (Nocciolini di Chivasso, ночолини ди Кивасо) – специалитет на град Кивасо от 30-те год. на 20 век, мънички ореховки от лешници от Пиемонт, яйчен белтък и захар, създадени по погрешка през втората половина на 19 век в ателието на тогавашната сладкарница Nazzaro от Джовани Подио;[27]
- Пралини на Гран Парадизо.

### Напитки
- Реномирани бели и червени вина DOC и DOCG: Erbaluce di Caluso, Passito, Erbaluce Spumante Metodo Classico, Canavese Rosso, Canavese Bianco
- Дженепѝ (Genepì) – традиционен пиемотски ликьор, използван за храносмилане;
- Ракия от Киаверано (Grappa di Chiaverano)
- Ликьор „Амаро Ардуино“ (Amaro Arduino) – 30% ликьор, който се произвежда от планински билки от долините на Канавезе: абсент, тинтява, ревен, вратига, бъз, лайка, Артемизия дженепѝ и с екзотично докосване на ванилия и кардамон.[28]

## Традиционни продукти
- Керамика на Кастеламонте: с особен, по-червен цвят от обикновената керамика поради по-голямото съдържание на въглероден оксид, което води до специфичната обработка на материала. Известни продукти са pignatte – керамични съдове, pitociu – гротескови фигурки, както и печките от Кастеламонте. От 1960 г. в града през август се провежда традиционната Изложба на керамиката (Mostra della Ceramica Castellamonte).
- Медни изделия: в село Алпете (където от 1982 г. има Школа по медни изкуства), град Куорние, в градчетата Понт Канавезе и Валперга
- Сирена и кашкавали: в село Борджало се намира Latteria Sociale Valle Sacra, която предлага автентични продукти
- Висококачествени вина DOC и DOCG.

## Канавезе в литературата
Данте Алигиери в последния стих на седма песен на „Чистилище“ споменава Канавезе във връзка с борбата между маркграф Вилхелм VII с Асти и Алесандрия:
| „ | И този, който седи по-ниско от всички, вдигнал поглед, е маркиз Вилхелм VII, за когото Александрия с нейната война кара Монферат и Канавезе да плачат. | “ |

В района на Канавезе се развива поемата на „поета на здрача“ Гуидо Гоцано от 1909 г. „Г-ца Феличитà или Щастието“.
Известният италиански поот, драматург и либретист Джузепе Джакоза е роден в село Колерето Парела, днешно Колерето Джакоза.
Италианският писател Салватор Гота е роден в градчето Монталто Дора и израства в град Ивреа.
Действието на автобиографичния роман на Наталия Гинзбург „Семеен лексикон“ (Lessico familiare) от 1963 г. се развива между Ивреа и Колерето Джакоза.

## Медии

### Периодични издания
- В. Ла Сентинела дел Канавезе (La Sentinella del Canavese, букв. Стражът на Канавезе).[30] Местен вестник с новини от град Ивреа, Канавезе и част от регион Вале д'Аоста, основан през 1893 г. от типографа Оресте Гарда. Излиза всеки понеделник, сряда и петък в хартиен и в електронен вариант. Издава се от издателска група GNN (Gedi) и редакционното му седалище е в град Ивреа.
- В. Ла Воче (La Voce, Гласът).[31] Местен вестник с новини от цяла Италия с особено внимание към тези от Пиемонт и област Торино. Излиза всеки вторник в хартиен и в електронен вариант. Има 4 издания: Ивреа, Сетимо Торинезе, Чирие и Кивасо. Издава се от кооперативно дружество „La Voce“ и редакционните му седалища са в градовете Кивасо и Чирие.
- В. Ил Канавезе и неговият ел. вариант Прима ил Канавезе (Prima il Canavese, букв. Първо Канавезе).[32] Новини от Ивреа, Канавезе, Вали ди Ланцо, Чирие и Торино. Излиза всяка сряда в хартиен и в електронен вариант. Издава се от изд. Media(iN), изд. верига Netweek. Редакционните му седалища са в градовете Ивреа, Чирие и Ривароло Канавезе.
- В. Джорнале ди Ивреа е дел Епоредиезе (Il Giornalde del Canavese, букв. Вестник на Ивреа и района). Местен вестник с новини от Ивреа и околните селища. Излиза от 2018 г. всяка сряда в книжен и в електронен вариант. Издава се от изд. Media(iN), circuito editoriale Netweek, а редакционното му седалище е в Ивреа.
- В. Ил Ризвельо (Il Risveglio, букв. Пробуждането).[33] Независим вестник от 1921 г. Излиза всеки четвъртък в хартиен и в електронен вариант. С новини от Чирие, Канавезе, Вали ди Ланцо и северната околност на Торино. Издава се от изд. „Il Risveglio“ Srl. и редакционното му седалище е в град Чирие.
- В. Куотидиано дел Канавезе (Quotidiano del Canavese, букв. Ежедневник на Канавезе).[34] Електронен ежедневник от 2015 г. с новини от Канавезе. Издава се от Trecentodieci.it със седалища в градовете Кастеламонте и Ривароло Канавезе.
- Обиетиво нюз (Obiettivo News, букв. Цел Новини).[35] Независим електронен ежедневник от 2013 г. с новини от Канавезе, Торино и областта, и Пиемонт. Издава се от Bersini Editoria.
- Канавезе нюз (Canavese News).[36] Независим електронен ежедневник от 2015 г. с новини от Канавезе и Торино. Издава се от изд. Editore Keyco srl със седалище в градчето Фаврия.
- Канавезе (Canavese) на в. Ла Република Торино[37] на известния римски ежедневник Ла Република на изд. GEDI. В хартиен и в електронен вариант.
- Сп. Ин Они Дове Пиемонт (In Ogni Dove Piemonte).[38] Списание, което се издава от 2013 г. в хартиен и в електронен вариант. Културни новини от Канавезе и Пиемонт. Издава се от изд. Bolognino със седалище в град Ивреа. На същото издателство принадлежи и годишникът „Канавезецът“ (Il Canavesano), издаван от 1976 до 2014 г.

#### Електронни медии
- Обиетиво нюз Тиву (Obiettivo News TV),[39] онлайн телевизия за Канавезе на изд. Bersini Editoria
- Телевизия на Торино и Канавезе (Torino e Canavese TV),[40] на канал 185 на дигиталната телевизия. От 2017 г., с 24-часово излъчване, на видео изд. Media Evolution Srl.
- Телевизия Канавезе на в. Il Canavese на изд. Media(iN), изд. верига Netweek.

## Известни личности от Канавезе

### Родени в Канавезе
- Адриано Оливети (* 11 април 1901 в Ивреа, † 27 февруари 1960 в Егл, Швейцария) – предприемач, инженер и политик, син на основателя на Оливети Камило Оливети
- Ардуин от Ивреа (* ок. 955 в Помбия, † 14 октомври 1015 в Абатство Фрутуария) – крал на Италия
- Гауденций от Новара (* 327 в Ивреа, † 3 август 418 в Новара) – 1-ви епископ на Новара, светец на Римокатолическата църква
- Дефеденте Ферари (* 1480/1485 в Кивасо, † ок. 1540 в Торино) – художник, бележит представител на пиемонтския Ренесанс
- Джовани Чена (* 12 януари 1870 в Монтанаро, † 7 декември 1917 в Рим) – италиански поет и писател
- Джузепе Джакоза (* 21 октомври 1847 в Колерето Парела, † 1 септември 1906 в Торино) – италиански поет, драматург и либретист
- Камило Оливети (* 13 август 1868 в Ивреа, † 4 декември 1943 в Биела) – основател на първата фабрика за пишещи машини в Италия – Оливети
- Луиджи Палма ди Чезнола (* 28 юни 1832 в Ривароло Канавезе, † 20 ноември 1904 в Ню Йорк) – граф, бележит археолог, военен от Савойската армия
- Натале Капеларо (* 22 декември 1902 в Ивреа, † 26 февруари 1977 в Торино) – инженер, проектант на машини за механична калкулация и пишещи машини, директор в Оливети
- Пиер Алесандро Гарда (* 1791 в Ивреа, † 1880) – участва в много от кампаниите на Наполеон като лейтенант; по време на броженията през 1821 г. е начело на Батальона на планинските ловци
- Пиетро Горцето Виньот (* 1 ноември 1851 в Руельо, † 21 февруари 1921 пак там) – италиански поет
- Салватор Гота, роден Салваторе Гота (* 18 май 1887 в Монталто Дора, † 7 юни 1980 в Рапало) – италиански писател

- Серджо Пулиезе (* 7 октомври 1908 в Ивреа, † 5 декември 1965 в Рим) – драматург, журналист, 1-ви директор на телевизионните програми на Rai, баща на италианската телевизия

### Свързани с Канавезе
- Аделхайд от Суза (* 1016 в Торино, † 19 декември 1091 в Канискио) – маркграфиня на Торино (1034 – 1091), съпруга на Ото I Савойски
- Амедео Кониенго ди Кастеламонте (* 17 юни 1613 в Торино, † 17 септември 1683 пак там) – архитект и инженер на Савойските владетели
- Вармонд Арборийски (* ок. 903, † ок. 1011 в Новара) – италиански епископ от благородническия род Арборио, епископ на Ивреа (965/968 – 1011), блажен на Католическата църква
- Гуидо Гоцано (* 19 декември 1883 в Торино, † 9 август 1916 пак там) – писател и поет, виден представител на постдекадентското литературно движение на „поезията на здрача“
- Масимо Тапарели д'Адзельо (* 24 октомври 1798 в Торино, † 15 януари 1866 пак там) – политик, патриот, художник и писател
- Пиер Джорджо Перото (* 24 декември 1930 в Торино, † 23 януари 2002 в Генуа) – инженер и пионер на информатиката, проектант на Оливети, създател на Programma 101 – 1-вият персонален компютър